# San Martín (El Salvador)
San Martín es un distrito del municipio de San Salvador Este, del departamento de San Salvador, El Salvador. De acuerdo al Censo de Población y Vivienda de 2024, tiene 87 931 habitantes lo que lo convierte en el distrito número 14 por población a nivel nacional.
| Censo | Población | Cambio | Porcentaje |
| ----- | --------- | ------ | ---------- |
| 2007  | 72 758    | N/D    | N/D        |
| 2024  | 87 931    | 15 173 | 20.9%      |

## Toponimia
El nombre vernacular de esta localidad es Pollapán, que en Náhuat significa «Río Lodoso» o «Río de Los Pululos» ('Pululi': «Bagre» o «Juilín»: «Lodo»; 'apán': «Río»). El nombre actual honra a Martín de Tours, santo de la iglesia católica o a veces proviene de José María San Martín, presidente de la República y alcalde de San Salvador.

## Historia
El territorio de San Martín tuvo una importante presencia precolombina. En 1740, de acuerdo al Alcalde Mayor de San Salvador, el lugar estaba poblado por 302 indios tributarios, esto es, alrededor de 1.510 habitantes. En 1755 el poblado estuvo a cargo de frailes dominicos de San Salvador, después pasó a formar parte de la parroquia de Cojutepeque. En 1770 Pedro Cortés y Larraz calculó en el lugar 850 personas. En 1786 fue parte del partido de San Salvador. 

### Pos-independencia
Posteriormente perteneció al departamento de San Salvador entre 1824 y 1836, y a la República Federal de Centroamérica de 1836 a 1839; terminado este período, formó parte definitivamente del departamento de San Salvador.
En el temblor del 8 de diciembre de 1859, quedó dañada la iglesia.
El alcalde electo para el año de 1872 era don Lucio Verdugo.
El alcalde electo para el año de 1873 era don Juan Ulloa. Fue afectado por el terremoto del 19 de marzo de 1873 de 7.3 grados de richter que destruyó a San Salvador.
En 1890 se estimaba la presencia de 3.790 habitantes. Según un testimonio el poblado tenía fama porque producía «grandes cosechas de tabaco de superior calidad y la mejor clase de frijoles de toda la república». 
En el 20 de abril de 1893, durante la administración del Presidente Carlos Ezeta, la Secretaría de Instrucción Pública y Beneficencia, a propuesta del director general de Educación Pública, acordó el establecimiento de escuelas mixtas en los valles de Las Delicias y La Palma, cuyas dotaciones eran 15 pesos mensuales cada una.
En 1894 la cabecera obtuvo el título de «villa» y en 1946, por Decreto Legislativo del 26 de octubre, el título de «ciudad».

## Información general
El distrito está limitado por San José Guayabal y Oratorio de Concepción, al Norte; San Bartolomé Perulapía y San Pedro Perulapán,(estos cuatro distritos pertenecen al departamento de Cuscatlán), al Este; por Ilopango y el Lago de Ilopango, al Sur; y al oeste por Tonacatepeque. Para su administración se divide en 8 cantones y 37 caseríos. Su río principal es el Chunchucuyo; en cuanto a su orografía sus elevaciones principales son los cerros Las Delicias, Chuchutepeque, La Tigra y Teguantepeque. Su clima es cálido y pertenece al tipo de tierra caliente, su monto pluvial anual oscila entre 1750 y 1970 mm. La vegetación está constituida por bosque húmedo subtropical. La localidad cubre un área de 55,80 km² y la cabecera tiene una elevación de 725,0 m s. n. m. El distrito pertenece al Área metropolitana de San Salvador.
Entre la producción agrícola se cultiva principalmente granos básicos, caña de azúcar, café, hortalizas y frutales. Hay industrias como fabricación de envases de gaseosas, maquilas, carrocerías de camiones y pesca artesanal; además de otros negocios, entre tiendas, salas de belleza, supermercados, moteles, restaurantes, etc. Las fiestas patronales se realizan del 1 al 11 de noviembre en honor a San Martín Obispo.
Las fiestas patronales en honor a San Martín Obispo se celebran del 1 al 12 de noviembre de cada año. Durante estas festividades se puede encontrar comida típica, juegos mecánicos, desfiles de carrozas y diversas actividades alrededor del parque central.